# Jørn Andersen
Jørn Andersen (født 9. august 1909 i Italien, død 17. marts 1945 i Ryvangen) var en dansk  modstandsmand tilknyttet organisationen Holger Danske.  Han var uddannet som radiotekniker på Teknologisk Institut, og startede  i 1942 sit eget firma, Windeløv & Andersen.
Jørn Andersen var tilknyttet Holger Danskes 1. kompagni, 2. afdeling, 3. gruppe, som gennemførte en række fabrikssabotager og likvideringer.
Han blev arresteret 26. februar 1945. Den 17. marts 1945 blev han henrettet i Ryvangen sammen  med de fleste af hans gruppekammerater.